# 施塔萊克城堡
施塔萊克城堡（德語：Burg Stahleck）是位於德國城市巴哈拉赫附近的一座城堡，現在是一座青年旅館。這座城堡修建於12世紀。

## 外部連結

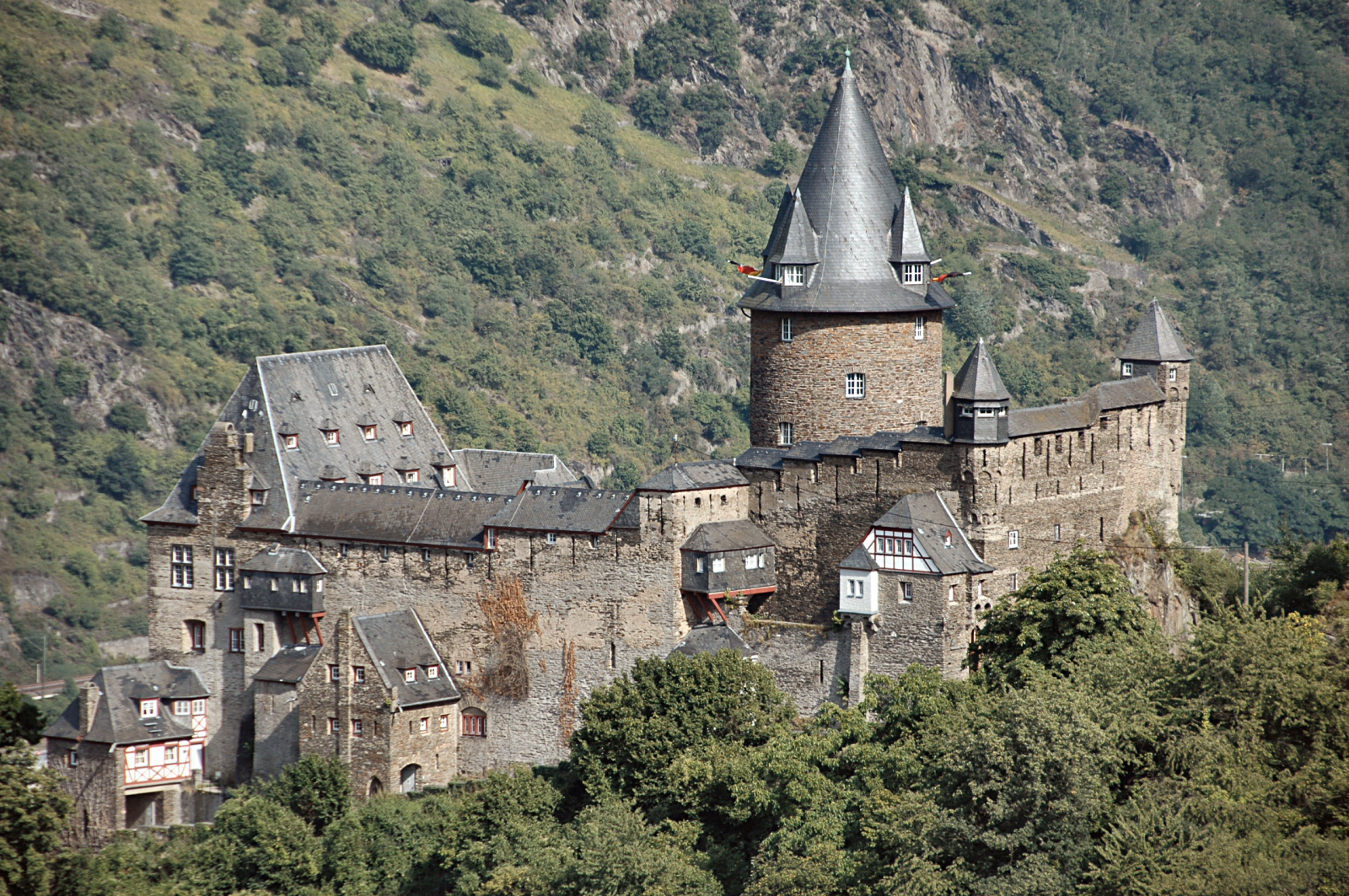

- Burg Stahleck hostel homepage